# Felis
Felis er en slægt i kattefamilien, som består af den almindelige tamkat og dens nærmeste slægtninge. Arterne i Felis er nærmest beslægtet med losser, pumaer, ozelotter og andre små kattedyr.

## Arter
I slægten indgår følgende arter:
- Kinesisk ørkenkat (Felis bieti)
- Junglekat (Felis chaus)
- Pallas' kat (Felis manul), regnes ind imellem til slægten Otocolobus
- Sandkat (Felis margarita)
- Sortfodet kat (Felis nigripes)
- Tamkat (Felis catus), regnes ind imellem som en underart til vildkattene
- Vildkat (Felis silvestris)
  - Europæisk vildkat (Felis silvestris silvestris)
  - Asiatisk vildkat (Felis silvestris ornata)
  - Afrikansk vildkat (Felis silvestris lybica)